# Alvo Executivo
Alvo Executivo (Executive Target, no original) é um filme de ação estadunidense, direct-to-video, realizado no ano de 1997 por Joseph Merhi. 

## Sinopse
Nick James (Michael Madsen) é um condutor de carros que acaba sendo raptado, ao lado de sua esposa Nadia (Kathy Christopherson), por um grupo terrorista. A gangue é liderada por Lamar (Keith David) e pela sensual Lacey (Angie Everhart). Nick tem de, então, capturar o presidente Carlson (Roy Scheider), o "alvo executivo".

## Elenco
- Michael Madsen - Nick James
- Roy Scheider - Presidente Carlson
- Angie Everhart - Lacey
- Keith David - Lamar
- Dayton Callie - Bela
- Kathy Christopherson - Nadia James
- Gareth Williams - Ripple